# Alter Friedhof (Potsdam)

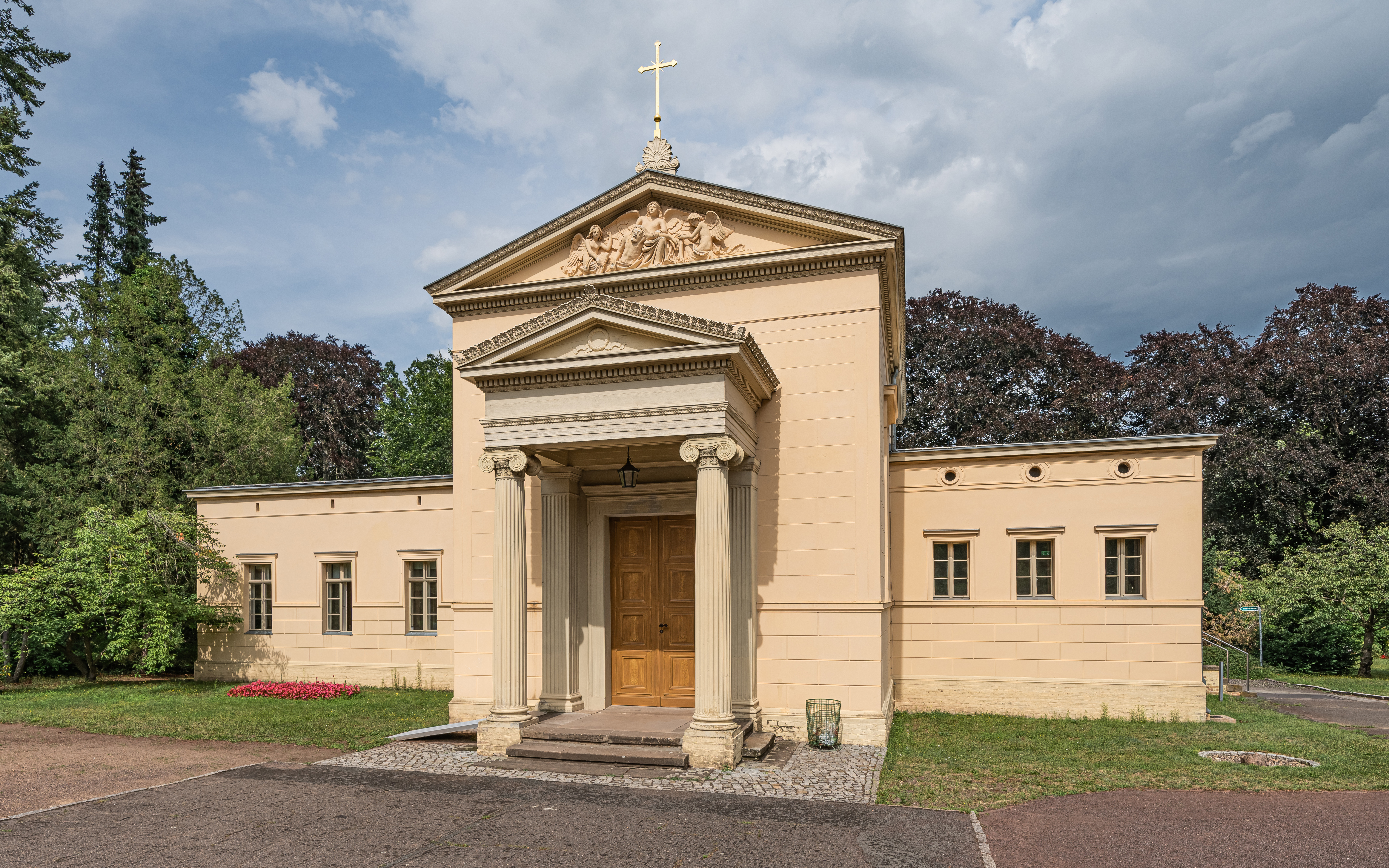
Friedhofskapelle auf dem Alten Friedhof Potsdam

Der städtische Alte Friedhof in Potsdam wurde 1796 eingerichtet. Er liegt unweit des Stadtzentrums an der Heinrich-Mann-Allee 106 (Haupteingang), südöstlich des Hauptbahnhofs. Nach dem gegenüber an der Heinrich-Mann-Allee liegenden Neuen Friedhof ist er der flächenmäßig zweitgrößte Friedhof der Landeshauptstadt. Auf dem Alten Friedhof befindet sich auch die Verwaltung aller städtischen Friedhöfe Potsdams. Seit seiner Anlage umfasst der Alte Friedhof unverändert eine Fläche von 10 ha.

## Geschichte
Zum Ende des 18. Jahrhunderts erwies sich der erst vierzig Jahre zuvor nördlich der Potsdamer Altstadt in der Nähe des Neuen Gartens angelegte Friedhof vor dem Nauener Tor als unzureichend für die Stadt. Mit nur 3 ha Größe konnte er die anfallenden Beerdigungen nicht aufnehmen. Zudem war bei der Anlage der hohe Grundwasserstand nicht berücksichtigt worden. Er bedingte eine zu geringe Beerdigungstiefe, wodurch besonders im Sommer starke Belastungen durch Verwesungsgerüche auftraten. König Friedrich Wilhelm II. verfügte daher 1796 die Schließung dieses Friedhofs und die Anlage eines neuen Friedhofs jenseits der Havel in etwa gleicher Entfernung vom Alten Markt, jedoch südöstlich davon und höher gelegen.
Mit der Beisetzung des Sohns eines Potsdamer Seifensieders wurde der Friedhof am 26. April 1796 in Betrieb genommen. Die Verwaltung des von Beginn an kommunalen Friedhofs oblag der städtischen Armendirektion. Die Belegung der Grabstätten erfolgte allerdings zunächst nicht nach einem festgelegten Plan. Die Bestattungen wurden mehreren konkurrierenden Totengräbern übertragen und lediglich Erbbegräbnisse direkt von der Armendirektion verpachtet. Unbelegte Flächen wurden zum Kartoffelanbau für das Potsdamer Armenhaus genutzt, die Wege zudem mit Obstbäumen gesäumt und Maulbeerbäume für die Seidenraupenzucht gepflanzt. Diese Nutzung führte zu einer sehr unübersichtlichen Lage, die erst durch die Anstellung eines Friedhofsinspektors in geordnete Bahnen überführt wurde.
Ab 1846 entstanden auf dem Alten Friedhof ein Wegenetz und eine Unterteilung in Grabfelder sowie die Festsetzung von Bestattungstiefen und Ruhefristen. Die landwirtschaftliche Nutzung wich endgültig der gärtnerischen Gestaltung mit Lindenalleen und der Gestaltung der Grabfelder durch Gehölze. Im Jahr 1851 wurde die Friedhofskapelle eingeweiht. Der 1846 gestorbene Potsdamer Kaufmann August Friedrich Eisenhart hatte als Vermächtnis 8000 Taler hinterlassen, mit denen die klassizistische Kapelle nach Entwürfen des Architekten Ferdinand von Arnim errichtet werden konnte, die mit einem aufwendigen Mosaikfußboden und einem Giebelrelief des Potsdamer Bildhauers Wilhelm Koch ausgestattet wurde.
Die Bevölkerungszunahme in der Stadt machte im 19. Jahrhundert die Anlage eines weiteren Friedhofs auf der anderen Seite der Saarmunder Chaussee, der heutigen Heinrich-Mann-Allee, erforderlich. Er wurde 1866 eingeweiht und später mehrfach erweitert. Ein Jahr zuvor waren die letzten Grabmale vom endgültig aufgelösten und parzellierten Friedhof vor dem Nauener Tor auf den nunmehr als Alter Friedhof bezeichneten Begräbnisplatz übertragen worden. Zu diesen umgesetzten Grabsteinen gehören der spätbarocke des katholischen Kaplans Andreas Kelner und der des Musikers und Komponisten Johann Joachim Quantz, der als Flötenlehrer Friedrich II. von Preußen gilt.

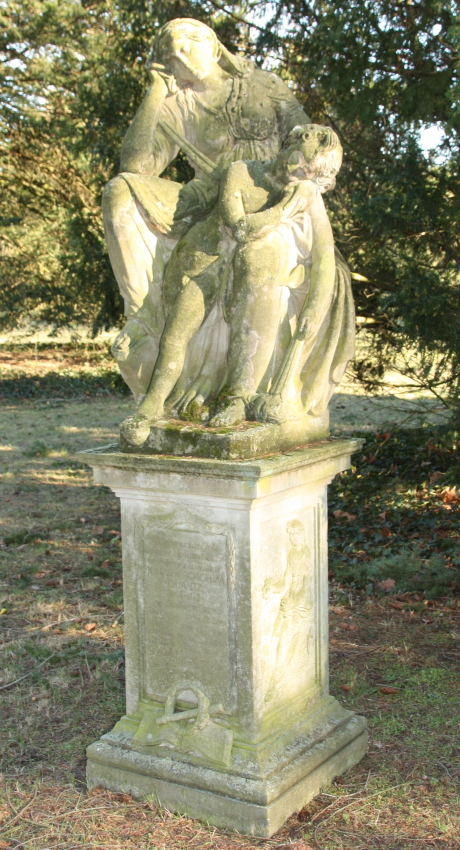
Grabstein für Johann Joachim Quantz
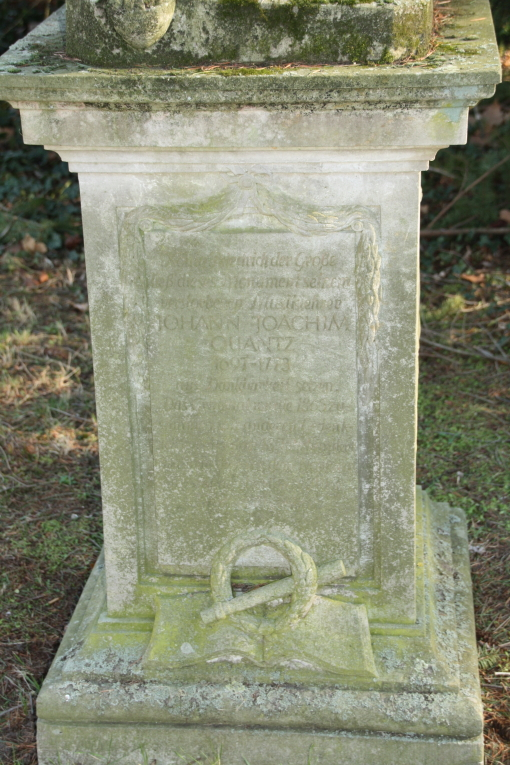
Inschrift für Johann Joachim Quantz
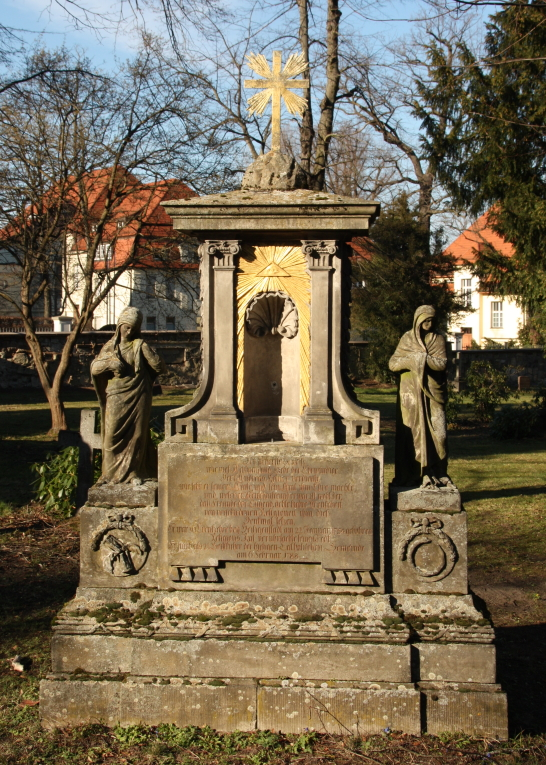
Grabstein Kaplan Kelner

Nachdem die Befreiungskriege bereits 1815 mit einem Denkmal für die Krieger von 1813 gewürdigt wurden, das an die etwa 2000 in Potsdamer Lazaretten an den in den Schlachten von Großbeeren, Dennewitz und Leipzig erlittenen Verletzungen verstorbenen Soldaten erinnerte, stifteten Potsdamer Bürger Jahrzehnte später einen weiteren Gedenkstein. Zum 75. Todestag der als Lützower Jäger gestorbenen „Heldenjungfrau“ Eleonore Prochaska ließen sie eine mit einem Adler gekrönte Säule errichten, in deren Sockel ihrer gedacht wird.
Im Zweiten Weltkrieg wurde der Alte Friedhof schwer in Mitleidenschaft gezogen, besonders durch den Luftangriff auf Potsdam im April 1945. Dabei wurden viele Grabstätten zerstört und der Baumbestand dezimiert. Außerdem wurde die Friedhofskapelle stark beschädigt. Der Friedhof wurde in der Nachkriegszeit für Beisetzungen gesperrt, die Kapelle notdürftig repariert und zum Bürogebäude für die Friedhofsverwaltung umgenutzt. Auf dem Friedhof entstanden in den 1960er Jahren weitere Büroflächen für den Grünanlagenbetrieb der Stadt. In den 1980er Jahren wurde der Friedhof parkartig umgestaltet und die Grabfelder wurden großflächig beräumt. Ab 1987 wurde der Alte Friedhof wieder für Urnenbeisetzungen genutzt.
Die Friedhofskapelle wurde bis 2017 umfassend denkmalgerecht restauriert und ist seither wieder für Trauerfeiern zugänglich, nachdem längere Zeit die Feierhalle des Neuen Friedhofs hatte genutzt werden müssen.

## Arnim’sche Kapelle

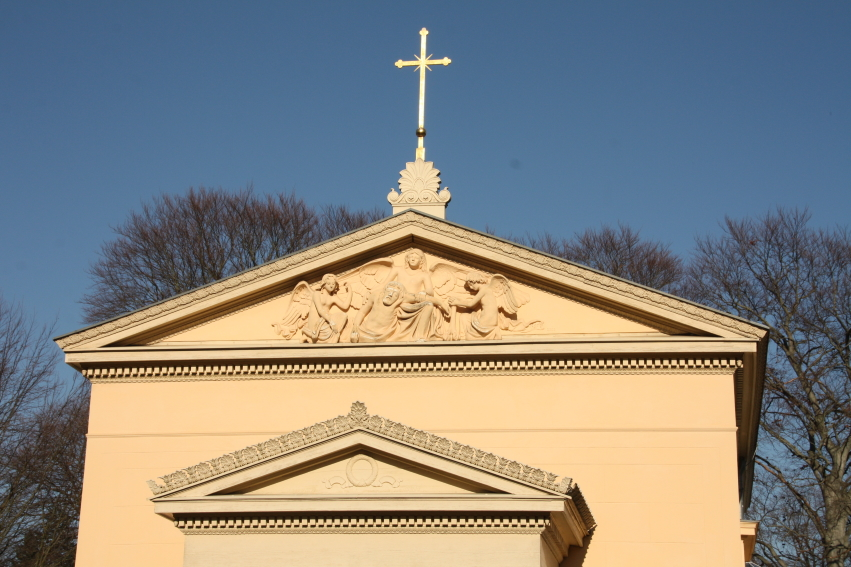
Kapellengiebel

Die heute nach ihrem Architekten, dem Schinkelschüler Ferdinand von Arnim, benannte kleine Kapelle und Trauerhalle auf dem Alten Friedhof Potsdam ist eines der bedeutendsten erhaltenen klassizistischen Friedhofsgebäude. Im Stil einer eingeschossigen Villa errichtet, zeigt die Fassade über einer Portikus mit zwei ionischen Säulen ein figurenbesetztes und von Friesen gerahmtes Tympanon. In der Arbeit des Potsdamer Bildhauers Wilhelm Koch sind drei Engel dargestellt, die einen Verstorbenen emporheben. Der Dreiecksgiebel der Portikus wie auch die Basis des den Hauptgiebel bekrönenden Kreuzes sind mit Palmetten geschmückt.
Der Innenraum der Kapelle mit 54 Sitzplätzen ist nach umfangreichen Restaurierungsarbeiten seit 2017 wieder weitgehend im originalen Zustand. Die in den 1960er Jahren vollständig zerstörte Schildwand- und Apsisgestaltung wurde dabei nach Originalentwürfen rekonstruiert. Der Raumeindruck der Kapelle wird vor allem durch die Binderkonstruktion und Ziersparren bestimmt sowie durch Leinwandpaneele, die eine Kassettendecke imitieren. Für deren Rekonstruktion konnte auf erhaltene Paneele zurückgegriffen werden. Die seltene Deckentechnik ist sonst nur in der Potsdamer Friedenskirche erhalten. Eine weitere Besonderheit ist der mosaikartige Fußboden aus farbigen Keramikplatten, von denen trotz der Beschädigungen durch eingebrachte Stützen und durch die Aufschüttung des Bodenniveaus ein großer Teil erhalten blieb.

## Denkmäler auf dem Friedhof

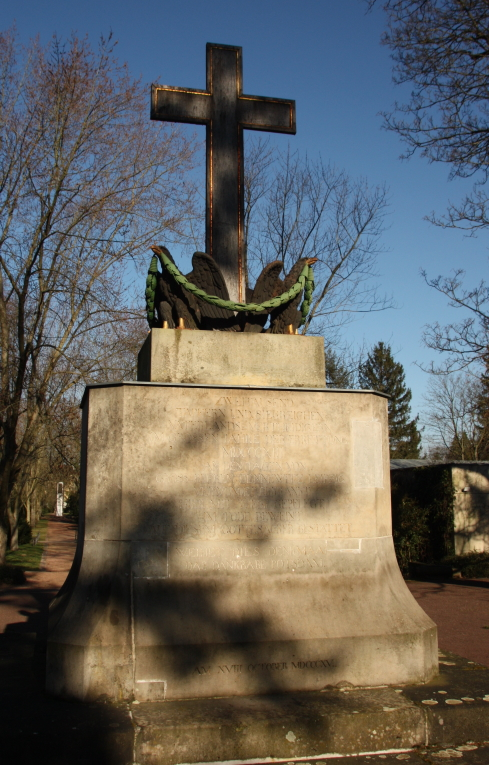
Denkmal für die Krieger von 1813
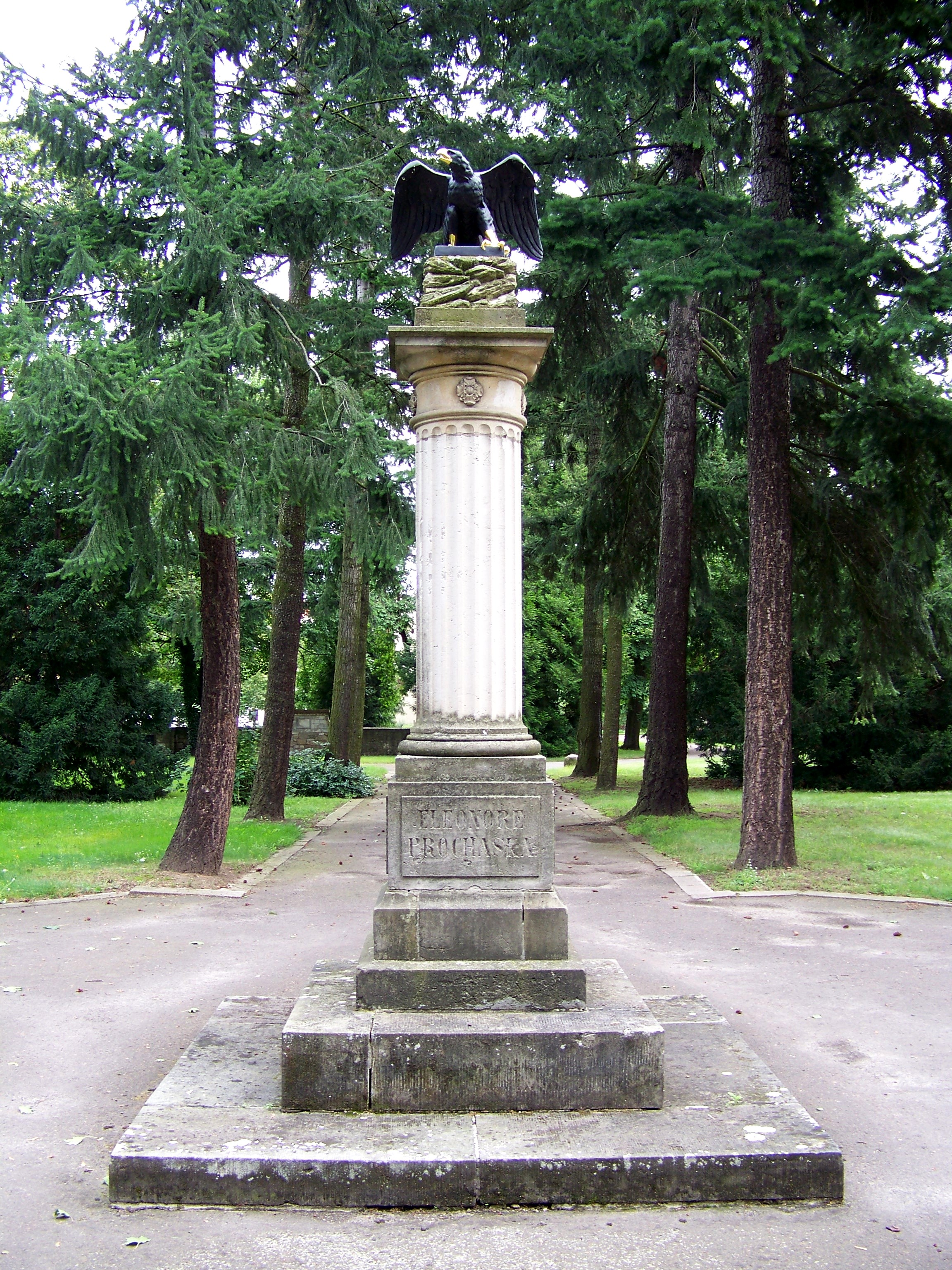
Denkmal für Gefallene des Ersten und Zweiten Weltkrieges
- Denkmal für Eleonore Prochaska
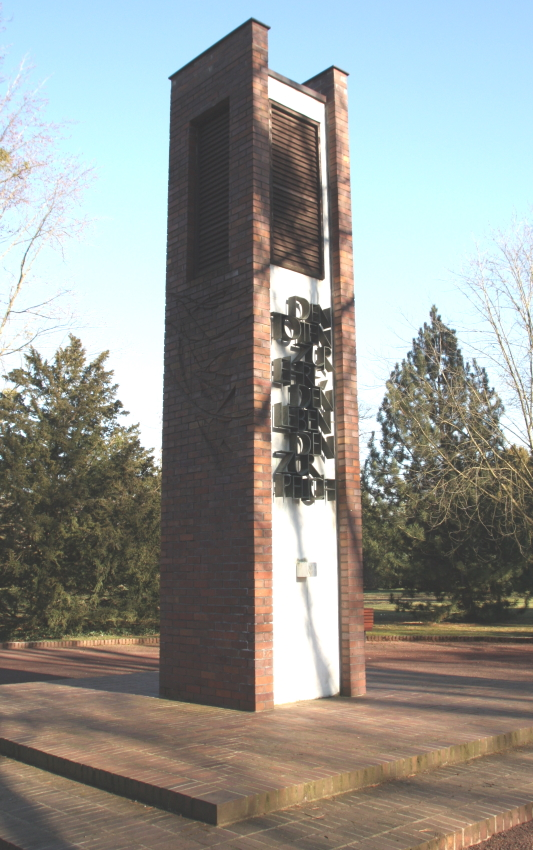
Carillon

- Denkmal für die Krieger von 1813
- Denkmal für Eleonore Prochaska
- Carillon

## Gräber bekannter Persönlichkeiten (Auswahl)

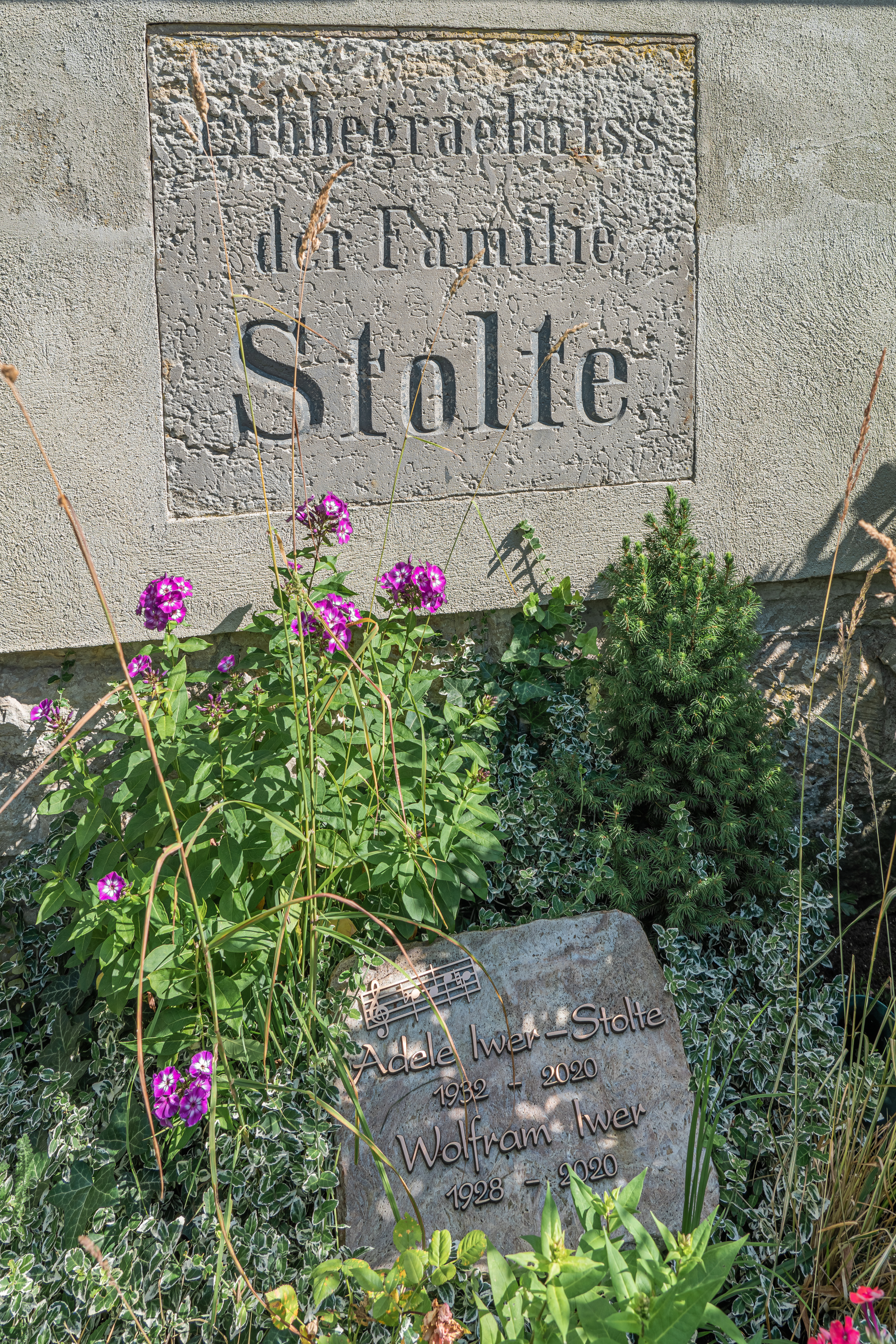
Grab von Wolfram Iwer und Adele Stolte

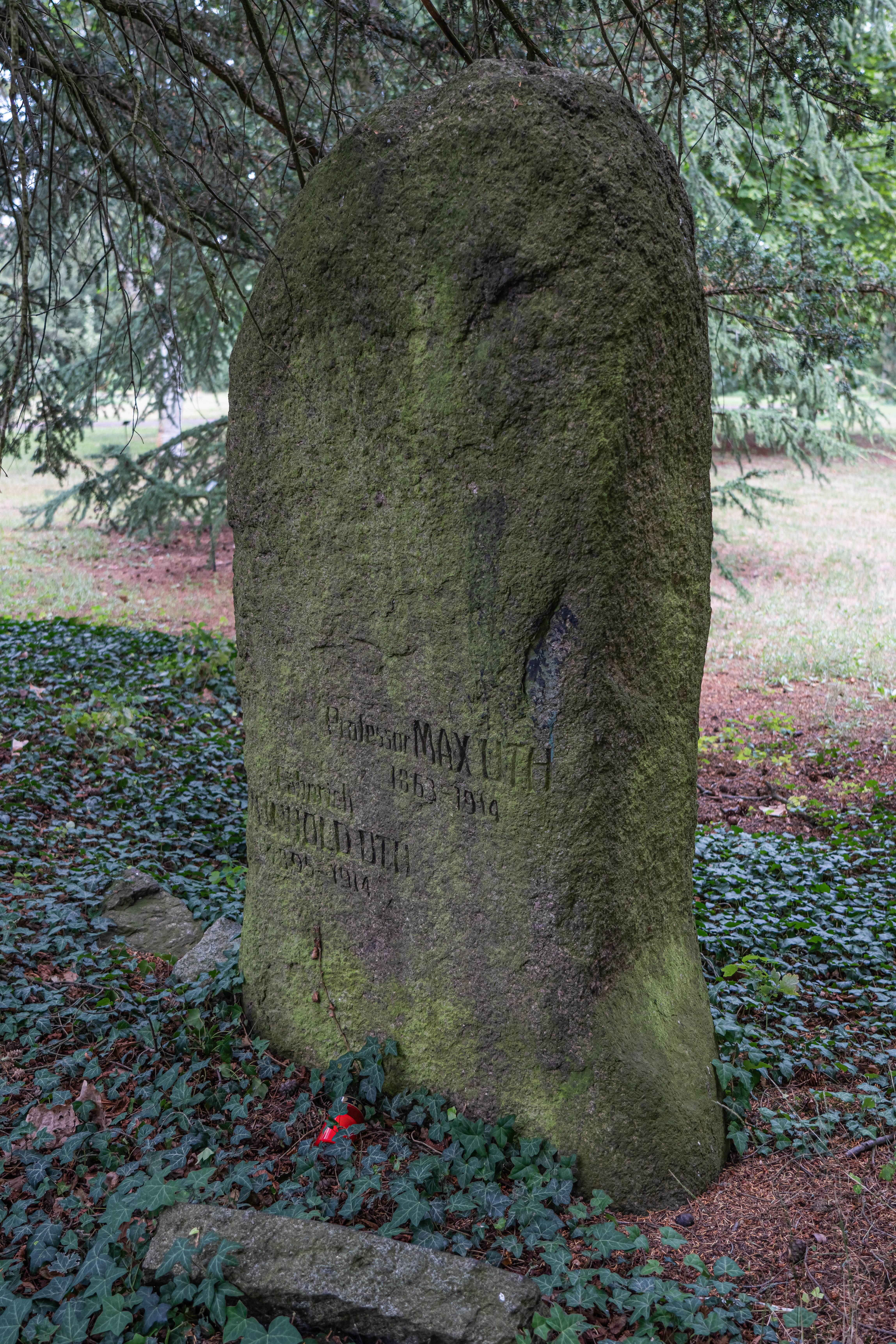
Grab des Malers Max Uth

- Ernst von Bergmann (1836–1907), Mediziner, Mitbegründer der Hirnchirurgie
- Alexander Beyer (1813–1878), Kommunalpolitiker, Oberbürgermeister von Potsdam
- Moritz von Egidy (1847–1898), pazifistischer Publizist
- Hans von Gronau (1850–1940), General der Artillerie
- Friedrich Robert Helmert (1843–1917), Geodät und Mathematiker
- Wolfram Iwer (1928–2020), Kirchenmusiker
- Leopold von Rauch (1787–1860), preußischer Generalmajor
- Jakob Scheiner (1820–1911), Maler
- Julius Scheiner (1858–1913), Astrophysiker
- Alexander Schuke (1870–1933), Orgelbauer
- Hermann Schulze-Delitzsch (1808–1883), Sozialreformer
- Adele Stolte (1932–2020), Oratorien- und Konzertsängerin
- Max Uth (1863–1914), Maler
- Friedrich Graf von Waldersee (1795–1864), preußischer Generalleutnant und Kriegsminister